# Manar Shath
Manar Shath est une karatéka jordanienne. Elle a remporté la médaille d'or en kumite plus de 68 kg aux Jeux asiatiques de 2010 à Canton.